# ابوالفضل محمد بن حسن سرخسی
شیخ ابوالفضل محمد بن حسن سرخسی، معروف به ابوالفضل و نامش در اصل محمد بن حسین می‌باشد از مشایخ، مفسران، محدثان و صوفیان قرن چهارم هجری قمری است. وی از مریدان و پیروان شیخ ابونصر سراج و استاد ابوسعید ابوالخیر می‌باشد.
در کتاب پیران خراسان نام وی پیر ابوالفضل حسن خراسانی
مقبره شیخ ابوالفضل در شهر سرخس ترکمنستان قرار دارد 
ابوسعید ابوالخیر در وصف او گفته است:
| معدن شادی است این و منبع جود و کرم |  | قبله ما روی یار و قبله هرکس حرم |

سخنانی از وی:
- در اسرار التوحید آمده: گفت: گذشته گذشت و آینده معلوم نیست و آنچه در زمان حاضر (وقت) است اعتبار دارد و این صفت عبودیت است. پس گفت: حقیقت عبودیت دو چیز است: حسن افتخار به خدای تعالی و این اصل عبودیت است و حسن اقتدا کردن به رسول خدا و آن چیزی است که برای نفس در آن بهره و آسایش نیست. (پیران خراسان، جلد ششم، ص ۱۳۹)
- در تذکرة الاولیا و اسرار التوحید آمده: او را گفتند دعایی کن از برای این سلطان یعنی محمود تا مگر به شود که ستم ها می رود. ساعتی اندیشه کرد، آنگاه گفت: بس خُردم می آید این گفتار، یعنی او را در میان می بینید و از ماضی یاد می کنید و مستقبل را یاد می کنید؟ وقت را باشید.(پیران خراسان، جلد ششم، ص ۱۳۶)

رباعی زیر را به وی نسبت می دهند (جامی آنرا به رشید وطواط نسبت داده است):(پیران خراسان، جلد ششم، ص ۱۴۰)
| چشمی دارم همه پر از صورت دوست    |  | با چشم مرا خوشست تا دوست دروست      |
| از دیده و دوست فرق کردن نه نکوست |  | یا دوست به جای دیده یا دیده هم اوست |

پیر ابوالفضل در اواخر قرن چهارم و به قولی به سال ۴۱۳ هجری قمری وفات یافت. مؤلف ریحانة الادب وفات او را ۴۰۰ هجری نگاشته است. حمد الله مستوفی سن او را هشتاد و نه سال و چهار ماه نوشته است. (پیران خراسان، جلد ششم، ص ۱۴۱)